# Збур'ївка
Збу́р'ївка — село в Україні, у Бехтерській сільській громаді Скадовського району Херсонської області. Колишній центр сільської ради, розміщене за 55 км від міста Гола Пристань, та в 90 км від залізничної станції Олешки. Існуючий населений пункт, у якому 223 дворів і проживає 804 жителі.

## Історичні відомості
Перші поселенці на цій території з'явилися в 1902 р. і хутори, що виникли, мали назви тих поселень звідки переселилися люди[джерело?]. На території села Збур'ївка в ті часи було розташовано три хутори — Голянка, де проживали переселенці з Голої Пристані, Збуро-Келегеї (де основна частина сучасного села), тут проживали переселенці з Нової і Старої Збур'ївки і Келегеїв (сучасна Гладківка) і хутір Костогризово (сучасна вулиця Перемоги), який заснували переселенці з села Костогризово Олешківського району. На північ від села Збур'ївки було село Бабареї. Селяни викупили ці 'дикі' степи в землевласника Куликовського, розорювали ці землі і засівали культурними рослинами, розводили худобу та випасали на пасовиськах. Першими поселенцями були сім'ї Галенків, Дубиніних, Мірошниченків, Мурзаків, Сотників та інших. Після встановлення радянської влади ці хутори починають об'єднуватися в одне село, яке дістало згодом назву Збур'ївка. Село стає другим відділком радгоспу «Комінтерн». В 1933 року сюди приїздять переселенці з Середньої Азії: узбеки, турки, таджики і починають займатися вирощуванням рису і бавовнику. Ці культури тут вирощувалися до 50-х років. На території села була початкова школа, промартіль, медичний пункт і один колодязь. В 1962 році був утворений радгосп «Приморський», до його складу ввійшли села Збур'ївка, Комуна і Облої. В кінці 20-х років, після процесу колективізації і «розкуркулення», наше село стало другим відділком радгоспу «Комінтерн».
24 лютого 2022 року село тимчасово окуповане російськими військами під час російсько-української війни.

## Населення
Згідно з переписом УРСР 1989 року чисельність наявного населення села становила 727 осіб, з яких 341 чоловік та 386 жінок.
За переписом населення України 2001 року в селі мешкало 727 осіб.

### Мова
Розподіл населення за рідною мовою за даними перепису 2001 року:
| Мова       | Відсоток |
| ---------- | -------- |
| українська | 90,08 %  |
| російська  | 4,76 %   |
| вірменська | 0,95 %   |
| білоруська | 0,27 %   |
| молдовська | 0,14 %   |
| угорська   | 0,14 %   |
| інші       | 3,66 %   |